# Universitätsbibliothek der Technischen Universität Chemnitz
Die Universitätsbibliothek der Technischen Universität Chemnitz (UB Chemnitz) (und das eingegliederte Universitätsarchiv) ist eine Einrichtung der Technischen Universität Chemnitz in der sächsischen Stadt Chemnitz.

## Geschichte
Die Universitätsbibliothek der TU Chemnitz hat ihren Ursprung in der im Jahre 1836 gegründeten Bibliothek der Königlichen Gewerbschule Chemnitz. Zusammen mit den Bibliotheksbeständen der 1837 eröffneten Baugewerkenschule und der 1885 eingerichteten Werkmeisterschule sowie der von Anfang an mit der Gewerbschule verbundenen Gewerbzeichenschule entstand 1878 die Bibliothek der Technischen Staatslehranstalten zu Chemnitz.
Mit dem Umzug in das Hauptgebäude am Schillerplatz stand dann ein Zimmer für Karten und Prachtwerke, ein Lesesaal, die Ausleihe und das Magazin zur Verfügung. Die Bibliothek wurde zusätzlich Auslegestelle für Patentschriften des Deutschen Patentamtes für Chemnitz und Umgebung. 1909 bezog die Bibliothek neue, großzügig geplante Räume im Nordbau des Uniteils Str. der Nationen, wo sich bis September 2020 die Zentralbibliothek befand. 1955 begann der Ausbau zur Hochschulbibliothek. Seit 1986 hat sie den Status Universitätsbibliothek.
Seit dem 1. Oktober 2020 befindet sich die Universitätsbibliothek im Gebäude der „Alten Aktienspinnerei“. Die bisher drei dezentralen Bibliotheksstandorte, deren Magazine und das Universitätsarchiv der TU Chemnitz wurden so an einem Ort in unmittelbarer Nähe des Hauptgebäudes der Universität konzentriert.

## Wissenschaftlicher Altbestand und Digitale Sammlung
Der Wissenschaftliche Altbestand umfasst ca. 25.000 Bände Monografien, Dissertationen, Broschüren und ca. 500 Zeitschriftentitel sowie Karten und grafische Werke. Inhaltlich sind die Medien den Fachgebieten Mathematik, Natur- und Ingenieurwissenschaften, Botanik, Bergbau und Hüttenwesen, Brücken-, Eisenbahn- und Straßenbau, Bauwesen und Baukunst, Geschichte, Geographie sowie Wirtschaft, Verwaltung, Politik und Gesetzeskunde, Pädagogik und Literatur zuzuordnen; ihrem Erscheinen nach der Zeit zwischen dem 15. bis zum 20. Jahrhundert. Ergänzt wird der Bestand durch Ausstellungsschriften: thematische Ausstellungen und Weltausstellungen, hier speziell in Paris und Wien.
Zu den ältesten Werken des Bestandes zählen:
- Flavius Sosipater Charisius: Ars grammatica. Sosipatri Charisii Artis grammaticae libri quinque, Basileae, 1551 (Katalogeintrag)
- Georgius Agricola: Vom Bergkwerck, Basel, 1557 (Katalogeintrag)
- Johann Isaac Hollandus: Curieuse und rare Chymische Operationes, 1714 (Katalogeintrag)

Seit 2016 präsentiert die Digitale Sammlung den unikalen Wissenschaftlichen Altbestand der Universitätsbibliothek. Grundstock bilden zahlreiche Werke aus der zweiten Hälfte des 19. Jahrhunderts. Die Digitalisate sind im Rahmen des Landesdigitalisierungprojektes in Sachsen entstanden und unterliegen der Creative Commons Lizenz CC-BY-SA 4.0. Die Open-Source-Software Goobi wird für das Digitalisierungsprojekt genutzt.

## Besondere Aktivitäten

### Projekt „Lernraum – Bibliothekarische Informationsplattform“
Im Rahmen des Kooperationsprogrammes zur Förderung der grenzüberschreitenden Zusammenarbeit zwischen dem Freistaat Sachsen und der Tschechischen Republik 2014–2020 gestalteten die Universitätsbibliothek Chemnitz, die Hochschulbibliothek Hochschule Zittau/Görlitz, die Wissenschaftliche Bibliothek in Liberec, die Universitätsbibliothek der Westböhmischen Universität Pilsen und die Bibliothek der Technischen Universität Liberec gemeinsam das Projekt „Lernraum – Bibliothekarische Informationsplattform“. Ziel des Projektes war es, die beteiligten Bibliotheken zu einem grenzüberschreitenden Lernraum zu vernetzen.

### Open-Access-Service
Eingeleitet wurde Open Access durch die „Budapest Open Access Initiative“ (BOAI). Der Rektor der Technischen Universität Chemnitz hat die „Berliner Erklärung über offenen Zugang zu wissenschaftlichem Wissen“, welche die Definition durch die Einbeziehung des kulturellen Erbes und der Optionen zur weiteren Verbreitung und Bearbeitung von wissenschaftlichen Ergebnissen erweitert, unterzeichnet. Die Universitätsbibliothek bietet dazu einen professionellen Beratungsdienst und Publikationsservice an. 2017 und 2020 wurde der Universitätsbibliothek der Open Library Badge (OLB) verliehen, die Belohnung für die Bemühungen für mehr Offenheit in Wissenschaft und Gesellschaft.

### Universitätsarchiv Chemnitz
Seit dem 1. Januar 2014 ist auch das Universitätsarchiv als eigenständige Abteilung eingegliedert.

### Universitätsverlag Chemnitz
Der Universitätsverlag wird seit 2009 durch die Universitätsbibliothek im Auftrag der Technischen Universität betrieben. Als Grundlage dafür gilt die Benutzungsordnung des Universitätsverlages. Der Universitätsverlag unterstützt Angehörige der Technischen Universität Chemnitz beim wissenschaftlichen Publizieren in elektronischer und gedruckter Form. Ziel ist die schnelle, kostengünstige und langfristige Verfügbarkeit der verlegten Titel in einem einheitlichen Erscheinungsbild, welches sich am Corporate Design der Universität orientiert. Mit dem Angebot des hybriden Publizierens erhalten Autoren die Vorteile einer aktuellen, weltweiten Sichtbarkeit, ergänzt um eine Verlagsveröffentlichung.
2020 konnte das 300. Verlagsprojekt veröffentlicht werden.
Der Universitätsverlag Chemnitz fühlt sich dem Open-Access-Gedanken verpflichtet und ist eingebettet in den Open-Access-Service der Universitätsbibliothek Chemnitz. Er fördert die freie Zugänglichkeit aller Eigenveröffentlichungen im Sinne der Berliner Erklärung, die 2015 unterzeichnet wurde, durch eine parallele, kostenfreie und dauerhafte Online-Publikation auf dem Volltextserver der Technischen Universität Chemnitz.

### „Regionalgeschichtliche Sammlung“
Die „Regionalgeschichtliche Sammlung“ der UB Chemnitz umfasst die Medien der „Stiftung Land Sachsen“, die Privatbibliothek von Karl Czok und eine Schenkung von Clemens Falser, bestehend aus Büchern zur Erzgebirgsregion. 2016 wurde die Bibliothek des „Schriftentausches“ des Chemnitzer Geschichtsvereins 1990 e. V. hinzugefügt.

### Das Gebäude „Alte Aktienspinnerei“
Ab Juni 2010 entstand mit der Bewerbung zur „Stadt der Wissenschaft 2011“ die Idee einer zentralen Universitätsbibliothek in der „Alten Aktienspinnerei“. In der „Alten Aktienspinnerei“ sollten nicht nur alle bisherigen Bibliotheksstandorte konzentriert werden, sondern auch das Universitätsarchiv einziehen.
Die Bietergemeinschaft Lungwitz, Heine, Mildner (Dresden) und Rabe (Berlin), später auch als ARGE Aktienspinnerei bekannt, gewann den ausgeschriebenen Architekturwettbewerb. Im April 2014 wurde der Baustart für 2014 und Baukosten von ca. 50 Millionen Euro angekündigt.
Der eigentliche Umbau begann im Sommer 2015. Dieser erforderte aufgrund des Denkmalschutzes einen gewissenhaften und sensiblen Umgang mit der Bausubstanz. 2020 wurde der Umbau an die TU Chemnitz übergeben und nach dem Umzug konnte die Bibliothek ihren betrieb am 1. Oktober 2020 aufnehmen.
Das Gebäude hat eine Nutzfläche von insgesamt 12.354 Quadratmetern, verfügt über 710 Arbeits- und Leseplätze sowie diverse Seminarräume, eine vollautomatische Buchtransportanlage, frei nutzbare Multifunktionsgeräte (Kopieren, Drucken, Scanner) sowie Buch- und Mikrofilmscanner u. a.

### „Frauenort Minna Simon“
Seit Juli 2021 befindet sich die Gedenk- und Infotafel „Ernestine Minna Simon“ direkt an der einstigen Wirkungsstätte der Textilarbeiterin und Streikführerin, im Eingangsbereich des Gebäudes.
Auf Anregung des Chemnitzer Stadtrates erhielt der Lesesaal der Universitätsbibliothek der TU Chemnitz am 4. April 2025 den Namen Minna Simon.